# Clinton Road
Koordinaten: 41° 3′ 15,4″ N, 74° 27′ 7,9″ W
Die Clinton Road befindet sich in West Milford, Passaic County, New Jersey, Vereinigte Staaten. Sie verläuft in Nord-Süd-Richtung, beginnt an der Route 23 in der Nähe von Newfoundland und verläuft etwa 15 km bis zu ihrem nördlichen Endpunkt am Upper Greenwood Lake.
Die Straße und das umliegende Land haben im Laufe der Jahre als Gebiet Bekanntheit erlangt, um das sich viele Legenden über paranormale Vorkommnisse ranken, z. B. Sichtungen von Gespenstern, seltsamen Kreaturen und Versammlungen von Hexen, Satanisten und dem Ku-Klux-Klan. Es wird auch behauptet, dass professionelle Auftragsmörder ihre Leichen in den umliegenden Wäldern entsorgen – ein solcher Fall wurde dokumentiert und ist regelmäßig Gegenstand von Diskussionen in der Zeitschrift Weird NJ, die dem Thema einmal eine vollständige Ausgabe widmete. In den Worten eines örtlichen Polizeichefs: „Es ist eine lange, trostlose Strecke, die die Fantasie beflügelt.“
Die Straße selbst ist eine schmale zweispurige Schnellstraße, die kaum gewartet wird, nicht Teil des Bezirksstraßensystems von New Jersey ist und bis vor kurzem auf einem Teil ihrer Länge unbefestigt war. Sie verbindet zwei Gebiete mit geringer Einwohnerzahl und hat daher selbst zu den verkehrsreichsten Tageszeiten wenig Verkehr.
Sie ist auch berüchtigt für die längste Ampelwartezeit des Landes, die an einer Doppelkreuzung auftritt, wo die Route 23 die Clinton Road kreuzt. Die beiden Ampeln können dazu führen, dass Autofahrer insgesamt fünf Minuten warten müssen. Die lange Wartezeit ist darauf zurückzuführen, dass die Verkehrsplaner der Route 23 eine höhere Priorität eingeräumt haben, um Staus während der Hauptverkehrszeit zu vermeiden.

## Geschichte
Wie der Stausee in der Gegend hat auch die Straße ihren Namen von der ursprünglichen Siedlung Clinton, die sich etwa dort befand, wo die Straße den Bach kreuzt.
Am 18. Mai 1983 wurde die Leiche von Daniel Deppner gefunden, als ein Fahrradfahrer, der die Clinton Road in einem Waldgebiet in West Milford entlangfuhr. Richard Kuklinski wurde wegen Mordes angeklagt und verurteilt.

## Legenden und Folklore
Die verschiedenen Gebiete entlang oder in der Nähe der Clinton Road werden häufig als Schauplatz urbaner Legenden zitiert, insbesondere von der Zeitschrift Weird NJ, die diesem Thema zahlreiche Artikel gewidmet hat.
- Geisterjunge-Brücke: Laut Weird NJ gibt es eine Legende, dass, wenn jemand eine Münze in die Mitte der Straße an einer der Brücken über den Clinton Brook (Dead Man’s Curve) in der Nähe des Stausees legt oder hereinwirft, diese um Mitternacht angeblich vom Geist eines Jungen zurückgegeben wird, der beim Schwimmen ertrunken oder hineingefallen ist, während er am Rand der Brücke saß. In einigen Erzählungen wird eine Erscheinung gesehen, in anderen stößt der Geist den Erzähler ins Wasser, wenn dieser über die Brücke schaut.

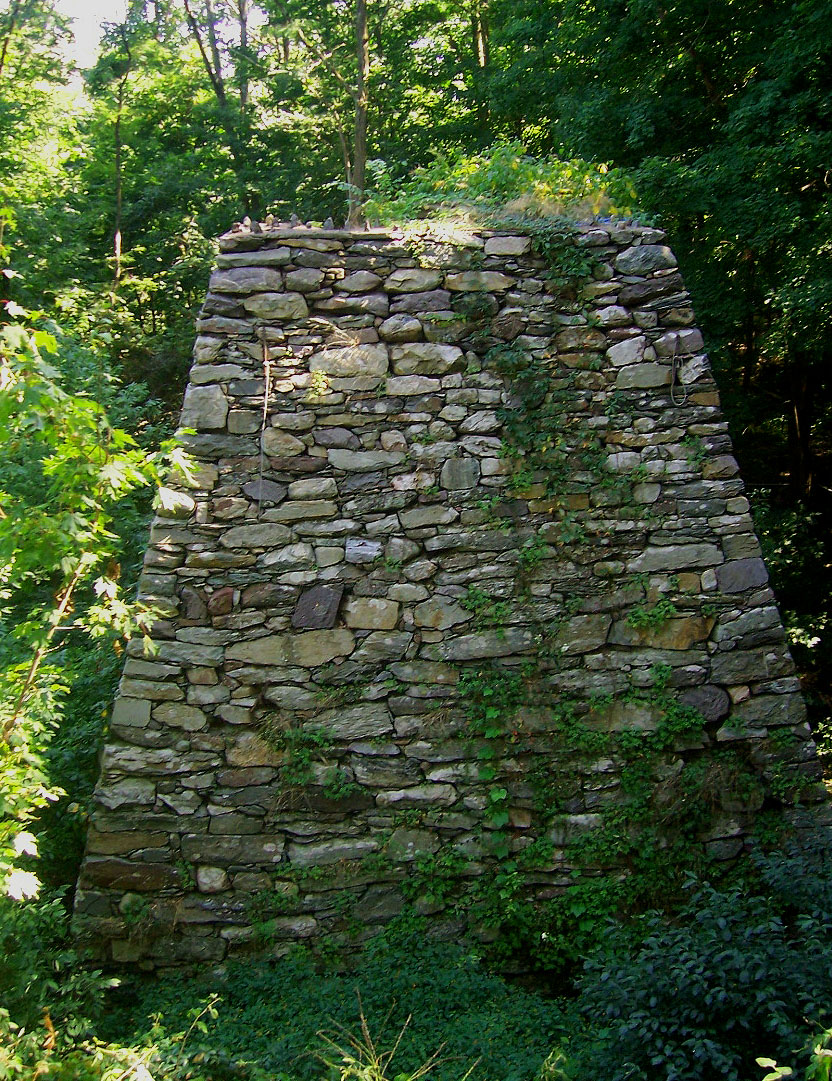
Schmelzhütte aus dem 19. Jahrhundert, die fälschlicherweise für einen druidischen Tempel gehalten wurde

- Der druidische Tempel: Ein kegelförmiges Steingebäude östlich der Straße südlich des Stausees wurde von Weird NJ als ein Ort bezeichnet, an dem die örtlichen Druiden ihre Rituale abhielten und an dem jedem Eindringling, der zu genau hinsah oder zur falschen Zeit kam, schreckliche Dinge widerfahren konnten. Bei dem Gebäude handelt es sich eigentlich um eine 1826 errichtete Eisenschmelze.[9] Es wurde 1976 als Clinton Furnace in das National Register of Historic Places aufgenommen[10][11] und ist derzeit von der Wasserbehörde von Newark eingezäunt, um den Zutritt zu verhindern und die Haftung für mögliche Verletzungen zu vermeiden.
- Geister-Lkw: Laut der Travel-Channel-Sendung Most Terrifying Places in America 2 tauchen angeblich mitten in der Nacht Geisterfahrzeuge wie Pick-ups oder schwebende Scheinwerfer, die an keinem Fahrzeug befestigt sind, aus dem Nichts auf und verfolgen die Fahrer bis zum Ende der Straße, um dann zu verschwinden.[12][13][14]
- Seltsame Kreaturen: Von einem Höllenhund alias „Wolfie“, einem experimentellen Albino-Wolfshund, bis hin zu Affen und nicht identifizierbaren Hybriden, sollen laut Weird NJ nachts gesehen worden sein. Wenn sie nicht übernatürlichen Ursprungs sind, handelt es sich angeblich um Überlebende vom Freizeitpark Warner Bros. Jungle Habitat, einer nahe gelegenen Attraktion, die seit 1976 geschlossen ist, und die es geschafft haben, zu überleben und sich zu kreuzen.[15] Diese sollen jedoch alle verkauft worden sein.[16][17]

### Cross Castle
1905 errichtete der in England geborene Eisenbahnbeamte und Bankier Richard James Cross für seine Frau und seine drei Kinder ein massives Sommerhaus aus Stein im Tudorstil, das einem Schloss ähnelte, auf einer Anhöhe in der Nähe des Stausees. Das Haus, dessen Baukosten auf 1,5 Millionen US-Dollar geschätzt wurden (etwa 55 Millionen US-Dollar im Jahr 2024, 47 Millionen Euro; 44 Millionen Schweizer Franken), befand sich auf einem Grundstück mit 365 Acres (1,48 km²) bewaldeten Lichtungen, Feldern und Farmland sowie einem 77 Acres (0,31 km²) großen, unberührten Gewässer, das als Hank’s Pond bekannt ist. Später im 20. Jahrhundert verfiel es, nachdem ein Feuer einen Teil davon zerstört hatte, und wurde so zu einem beliebten Ziel für Wanderer und Jugendliche aus der Gegend, die nach abgelegenen Orten zum Zelten und Feiern suchten.
Laut Weird NJ „haben Besucher von seltsamen Vorkommnissen in oder in der Nähe des Schlosses berichtet, wie von Krampfanfällen und Blutergüssen am Körper oder von seltsamen, verstörenden Visionen. An den Innenwänden des Schlosses, vor allem in angeblich unzugänglichen Bereichen, wurden Schriftstücke gefunden, die auf satanische Symbole schließen lassen“.
Das Wasserwirtschaftsamt von Newark ließ die Burg 1988 abreißen, doch die Grundmauern sind erhalten geblieben, und mehrere Wanderwege führen noch immer zu dem Ort.